# NGC 1338
NGC 1338 este o galaxie situată în constelația Eridanul. A fost descoperită în 15 decembrie 1884 de către Édouard Stephan⁠(d).